# Hamsteroortje
Hamsteroortje (Normandina pulchella) is een korstmossoort uit de familie Verrucariaceae. 

## Kenmerken
Hamsteroortje vormt gewoonlijk matten van blauwgrijze tot groengrijze, overlappende schelpvormige schubjes van maximaal 1 mm diameter. De binnenkant is glad en de buitenrand wattig, waardoor het een gelijkenis vertoont met de oortjes van een hamster. Deze soort komt minder in grote vlakken voor.
Deze soort plant zich voor via geslachtelijke voortplanting en vegetatieve voortplanting. Het merendeel van de soorten verspreidt zich vegetatief. In de wattige randen van de 'oortjes' vormen zich kleine korrels (sorediën), die een schimmeldraad en een alg bevatten. Omdat ze maar enkele tientallen micrometers groot zijn kan de wind ze over grote afstanden verspreiden. 
Doordat deze soort tot de groep pyrenocarpen behoort heeft het flesvormige vruchtlichamen die echter zelden waargenomen worden.

## Ecologie
Hamsteroortje is een epifyt die hoofdzakelijk groeit op vochtige, beschaduwde schors van laanbomen.

## Verspreiding
In Nederland komt het vrij algemeen voor. Het is niet bedreigd en staat niet op de Nederlandse Rode Lijst. In de 20e eeuw was deze soort door luchtverontreiniging de vorige eeuw heel zeldzaam geworden. Door minder zwaveldioxide uit verkeer en industrie duikt deze soort op allerlei plekken weer op.